# Ruine Alt-Biederthal
Die Ruine Alt-Biederthal befindet sich in der schweizerischen Gemeinde Burg im Leimental.

## Lage
Die Ruine der Höhenburg befindet sich am westlichen Ende des Felsgrates Schönenberg auf einem Felskopf. Gegen Süden besteht ein schroffer Felsabsturz, auf den übrigen Seiten ein tiefer aus dem Fels gehauener Graben.

## Geschichte
Die Burganlage war vermutlich ein älterer Sitz der Herren von Biederthal, welche sich nach dem in 1,5 Kilometer Entfernung, im heutigen Frankreich liegenden Dorf Biederthal benannten. Urkundlich wurde die Familie erstmals im Jahr 1141 erwähnt. Um 1168 wurde die Familie aus unbekannten Gründen teilweise enteignet und ihre Burg wurde durch Kaiser Friedrich I. Barbarossa an die Grafen von Habsburg übertragen.
Von den Herren von Biederthal stammen die Familien von Ratolsdorf, von Rotberg und von Blauenstein ab.
Die Burg wurde noch im 13. Jahrhundert aufgegeben und die Steine vermutlich zum Bau der beiden anderen Burgen, der Burg Biederthal und Ruine Schönenberg auf demselben Felsgrat verwendet.

## Anlage
Von der kleinen Burganlage mit den Massen von 20 auf 10 Metern findet man nur noch dürftige Mauerspuren am Südwest-Rand des Plateaus.